# Riki Lindhome
Erica Lindhome, dite Riki Lindhome, est une actrice et musicienne américaine, née le 5 mars 1979 à Coudersport (Pennsylvanie).

## Biographie
Riki Lindhome est née le 5 mars 1979 à Coudersport (Pennsylvanie).
Elle est sortie diplômée de l'université de Syracuse en 2000.

## Carrière
Elle se fait connaître en jouant en 2003, dans la pièce de théâtre Embedded, mise en scène par Tim Robbins.
En 2004, elle joue aux côtés d'Hilary Swank dans Million Dollar Baby.
Elle joue ensuite un personnage récurrent dans la série télévisée Gilmore Girls puis apparaît dans les films Pulse (2006), L'Échange (2008) et La Copine de mon meilleur ami (2008). Elle fait aussi des apparitions dans plusieurs séries télévisées et obtient un rôle plus important dans La Dernière Maison sur la gauche (2009).

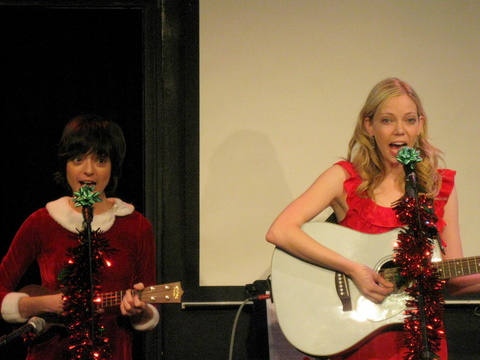
Riki Lindhome (à droite) et Kate Micucci.

Elle forme en 2009 le duo musical comique Garfunkel and Oates avec Kate Micucci. Le duo a sorti deux EP en 2009 Music Songs et Present Face et trois albums : All Over Your Face (2011), Slippery When Moist (2012) et Secretions (2015). En 2011 elle a publié un EP 5-titres Yell At Me From Your Car.

## Filmographie

### Cinéma

#### Longs métrages
- 2004 : Million Dollar Baby de Clint Eastwood : Mardell Fitzgerald
- 2005 : Berkeley de Bobby Roth : Une femme
- 2006 : Pulse de Jim Sonzero : Janelle
- 2008 : La Copine de mon meilleur ami (My Best Friend's Girl) d'Howard Deutch : Hilary
- 2008 : L'Échange de Clint Eastwood : Une infirmière
- 2009 : La Dernière Maison sur la gauche (The Last House on the Left) de Denis Iliadis : Sadie
- 2009 : Points de rupture (Powder Blue) de Timothy Linh Bui : Nicole
- 2009 : A Good Funeral de David Moreton : Polly
- 2012 : Fun Size de Josh Schwartz : Denise
- 2013 : Beaucoup de bruit pour rien (Much Ado About Nothing) de Joss Whedon : Conrade
- 2013 : Hell Baby (en) de Robert Ben Garant et Thomas Lennon : Marjorie
- 2014 : Search Party de Scot Armstrong (en) : Garfunkel
- 2014 : A Better You de Matt Walsh : Kathy
- 2015 : Bob l'éponge, le film : Un héros sort de l'eau (The SpongeBob Movie: Sponge Out of Water) de Paul Tibbitt : Popsicle (voix)
- 2015 : The Dramatics: A Comedy de Scott Rodgers : Abigail
- 2016 : Nerdland de Chris Prynoski : Linda (voix)
- 2017 : Lego Batman, le film (The Lego Batman Movie) de Chris McKay : Pamela Hisley / Poison Ivy (voix)
- 2018 : Under the Silver Lake de David Robert Mitchell : L'actrice qui rend visite à Sam
- 2019 : À couteaux tirés de Rian Johnson : Donna Thrombey
- 2020 : The Wolf of Snow Hollow de Jim Cummings : Détective Julia Robson
- 2020 : Have a Good Trip : Un voyage psychédélique (Have a Good Trip: Adventures in Psychedelics) de Donick Cary : Emily
- 2022 : Le Roi Titi (King Tweety) de Careen Ingle : Beep Beep (voix)
- 2024 : L'I.A. du mal (AfrAId) de Chris Weitz

#### Courts métrages
- 2001 : Backseat Detour d'Allie Sultan : Catie
- 2006 : Life Is Short de Dori Oskowitz et elle-même : Lilly
- 2011 : Andy Made a Friend d'Ash Lendzion et Scott Lendzion : Olivia
- 2020 : I'm Alright If You're Alright de Ben York Jones : Aurora

### Télévision

#### Séries télévisées
- 2002 : Buffy contre les vampires (Buffy the Vampire Slayer) : Cheryl
- 2002 : Titus : Charlie
- 2006 : Heroes : Une employée de location de voitures
- 2007 : Pushing Daisies : Jeanine
- 2007 : Raines : Tammy
- 2007 : Girltrash! : LouAnne Dubois
- 2008 : Esprits criminels (Criminal Minds) : Vanessa Holden
- 2008 / 2017 : The Big Bang Theory : Ramona Nowitzki
- 2009 : Bones : Mandy Summers
- 2009 : Three Rivers : Beth
- 2010 : Nip/Tuck : McKenzie
- 2010 : Dr House (House M.D.) : Sarah (Saison 6, épisode 17)
- 2010 : Drop Dead Diva : Marjorie Little
- 2011 : United States of Tara : Daisy
- 2011 : Happy Endings : Angie
- 2011 : Love Bites : Alexis
- 2011 : $h*! My Dad Says : Laura Griffin
- 2011 : Traffic Light : Amy
- 2011 - 2013 : Enlightened : Harper
- 2013 : New Girl : Kylie
- 2013 - 2014 : Super Fun Night : Hayley
- 2013 - 2014 : Monsters vs. Aliens : Ginormica / Susan Murphy / La voix du GPS (voix)
- 2013 - 2015 : Adventure Time : La femme sur l'île / John (voix)
- 2014 : Garfunkel and Oates : Garfunkel
- 2015 : The Muppets : Becky
- 2015 : Brooklyn Nine Nine : Agneta
- 2015 : Bienvenue chez les Huang (Fresh Off the Boat) : Arielle
- 2015 - 2018 : Another Period : Beatrice Bellacourt
- 2016 : House of Lies : Joy
- 2016 - 2017 : Con Man : Janet Carney
- 2017 : Difficult People : L'hôtesse
- 2018 : Modern Family : Poet
- 2018 : Kidding : Shaina
- 2018 : Crazy Ex-Girlfriend : Hungry Cat
- 2018 : Take My Wife : La concierge
- 2018 - 2020 : Baymax et les Nouveaux Héros (Big Hero 6: The Series) : Wendy Wower (voix)
- 2020 : New York, unité spéciale (Law and Order: Special Victims Unit) : Irena Nowak
- 2020 : Voisins mais pas trop (The Neighborhood) : Kristen
- 2020 : Les Green à Big City (Big City Greens) : Gina (voix)
- 2020 - 2022 : Duncanville : Kimberly Harris (voix)
- 2021 : La Bande à Picsou (DuckTales) : May (voix)
- 2021 : De l'autre côté (Just Beyond) : Bonnie
- 2021 : United States of Al : Chloe
- 2022 : Mercredi (Wednesday) : Dr Valerie Kinbott
- 2022 : Grace et Frankie (Grace and Frankie) : Missy Pachangas
- 2022 : Roar : Lil
- 2023 : Animaniacs : La mère (voix)
- 2023 : Monster High : Purrsephone (voix)
- 2023 : Les Muppets Rock (The Muppets Mayhem) : Justine
- 2023 : Strange Planet : Lonely (voix)

#### Téléfilms
- 2013 : Dans l'enfer de la polygamie (Escape from Polygamy) de Rachel Goldenberg : Kayla
- 2021 : Reno 911!: The Hunt for QAnon de Robert Ben Garant : Une femme